# Karin Pettersen
Karin Pettersen (Frosta, 21 de novembro de 1964) é uma ex-handebolista profissional norueguesa, medalhista olímpica.
Karin Pettersen fez parte da geração medalha de prata de Seul 1988 e Barcelona 1992.